# Cornwall Aces
Cornwall Aces je bil profesionalni hokejski klub iz Cornwalla, Ontario. Od 1993 do 1995 je deloval pod okriljem NHL moštva Quebec Nordiques, sezono 1995/96 pa je funkcioniral kot podružnično moštvo NHL ekipe Colorado Avalanche. Domača dvorana kluba je bila dvorana Ed Lumley Arena, ki se nahaj znotraj kompleksa Cornwall Civic Complex. Po koncu sezone 1995/96 je klub potonil za tri sezone, ker so se vodilni v moštvu Colorado Avalanche odločili podpreti zgolj moštvo Hershey Bears. Klub so oživili leta 1999 pod novim imenom Wilkes-Barre/Scranton Penguins.
Klub je v svoji kratki zgodovini dvakrat osvojil svojo divizijo. Moštvo sta vodila trenerja z NHL izkušnjami Bob Hartley in Jacques Martin. 

## Izidi

### Redna sezona
| Sezona  | Tekem | Zmag | Porazov | Remijev | TOČ | GF | GA  | Uvrstitev |                         |
| ------- | ----- | ---- | ------- | ------- | --- | -- | --- | --------- | ----------------------- |
| 1993/94 | 80    | 33   | 36      | 11      | —   | 77 | 294 | 295       | 3. v Južni diviziji     |
| 1994/95 | 80    | 38   | 33      | 9       | —   | 85 | 236 | 248       | 2. v Južni diviziji     |
| 1995/96 | 80    | 34   | 34      | 7       | 5   | 80 | 249 | 251       | 4. v Atlantski diviziji |

### Končnica
Legenda:

Z - zmaga, P - poraz
| Sezona  | 1. krog          | 2. krog            | 3. krog             | Finale |
| ------- | ---------------- | ------------------ | ------------------- | ------ |
| 1993/94 | Z, 4-0, Hamilton | Z, 4-3, Hershey    | P, 0-2, Moncton     | —      |
| 1994/95 | Z, 4-2, Hershey  | Z, 4-2, Binghamton | P, 0-2, Fredericton | —      |
| 1995/96 | Z, 3-1, Albany   | P, 0-4, Rochester  | —                   | —      |